# Correction locale
La correction locale est une technique de récupération sur erreur. Lorsqu'un analyseur constate une erreur lors de la lecture d'un symbole, il remplace le symbole lu par un autre qui lui semble plus juste.